# Банк Словенії
Банк Словенії (словен. Banka Slovenije) — центральний банк Республіки Словенія. Банк був заснований в Любляні 25 червня 1991 року. Банк Словенії управляє банківською системою в країні. Банк є неурядовою незалежної організацією і зобов'язаний представляти звіти про свою діяльність у Парламент Словенії. Банк Словенії став членом Єврозони в 2007 році, коли євро замінив толар як офіційна валюта Словенії.
З моменту введення в обіг євро Банк Словенії як член Євросистеми згідно з Договором про заснування Європейського співтовариства виконує наступні задачі:
- Здійснює загальну грошово-кредитну політику
- Бере участь в управлінні офіційними валютними резервами держав-членів згідно з Договором про заснування Європейського співтовариства
- Підтримує нормальне функціонування платіжних систем.